# Oberbettingen

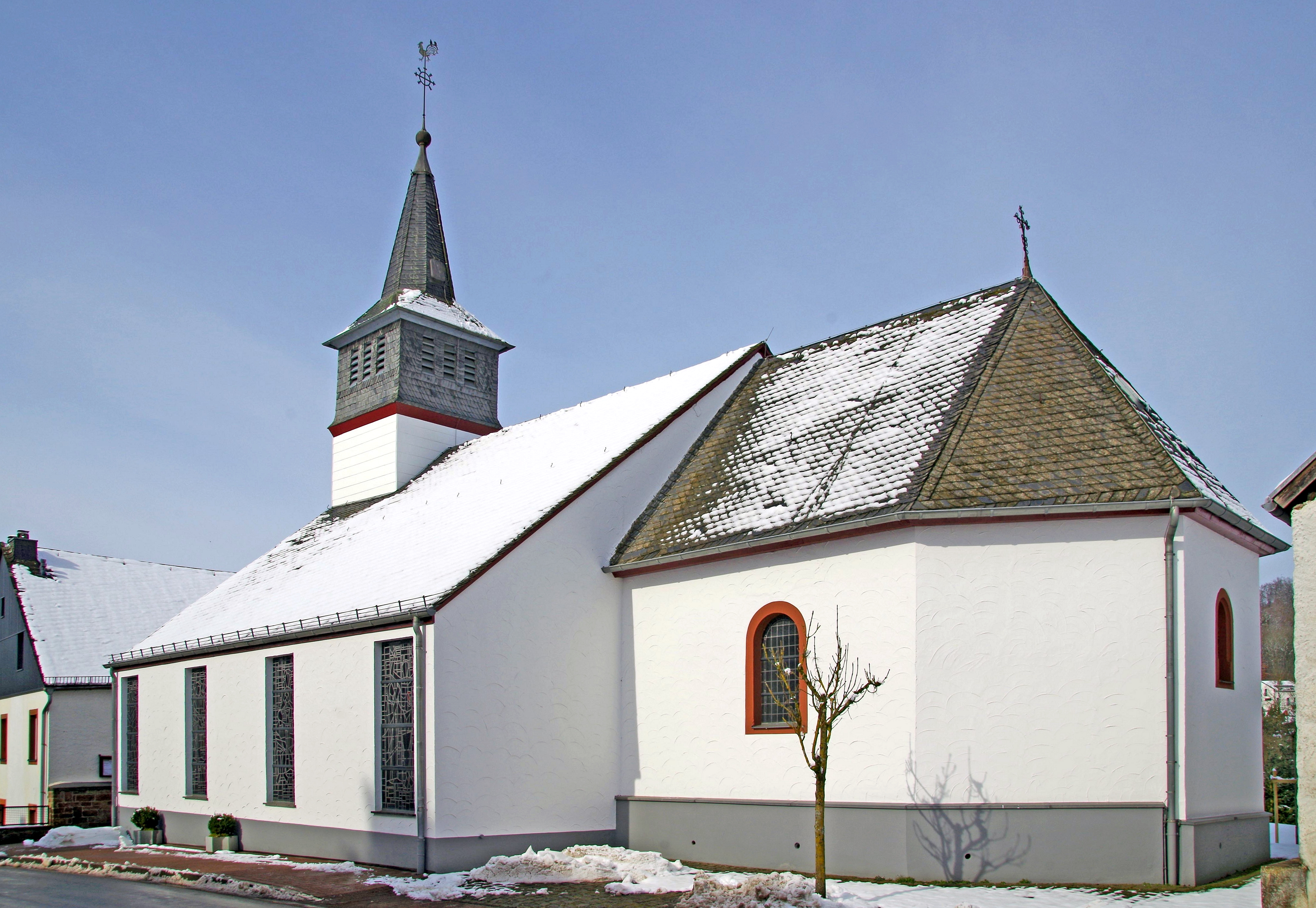
St. Nikolaus (Oberbettingen)

Oberbettingen ist eine Ortsgemeinde im Landkreis Vulkaneifel in Rheinland-Pfalz. Sie gehört der Verbandsgemeinde Gerolstein an.

## Geographie
Der Ort liegt in einer flachen Ausweitung im Tal der Kyll im Naturpark Vulkaneifel. Zu Oberbettingen gehört auch der Wohnplatz Meyerhof.

## Geschichte
Erstmals urkundlich erwähnt wurde Oberbettingen im Jahr 845 in einer Urkunde des Königs Lothar. Um 1470 wird Oberbettingen der Grafschaft Gerolstein unterstellt.
Unter französischer Herrschaft (1798–1814) wird Oberbettingen der Mairie von Lissendorf zugeordnet. Auch unter preußischer Herrschaft ab 1815 bleibt die Verwaltung des Ortes in Lissendorf.
Oberbettingen war bis 1750 eine eigenständige Pfarrei. Seither gehört sie der Pfarrei Niederbettingen, im gleichnamigen heutigen Stadtteil von Hillesheim, an. Die ehemalige Pfarrkirche dient nunmehr als Filialkirche.
Statistik zur Einwohnerentwicklung
Die Entwicklung der Einwohnerzahl von Oberbettingen, die Werte von 1871 bis 1987 beruhen auf Volkszählungen:
| Jahr | Einwohner |
| ---- | --------- |
| 1815 | 198       |
| 1835 | 225       |
| 1871 | 310       |
| 1905 | 363       |
| 1939 | 423       |
| 1950 | 495       |
| 1961 | 564       |

| Jahr | Einwohner |
| ---- | --------- |
| 1970 | 589       |
| 1987 | 588       |
| 1997 | 661       |
| 2005 | 681       |
| 2011 | 729       |
| 2017 | 736       |
| 2023 | 757       |

## Politik

### Gemeinderat
Der Gemeinderat in Oberbettingen besteht aus zwölf Ratsmitgliedern, die bei der Kommunalwahl am 9. Juni 2024 in einer Mehrheitswahl gewählt wurden, und dem ehrenamtlichen Ortsbürgermeister als Vorsitzendem.
Die Sitzverteilung im Gemeinderat:
| Wahl | SPD               | WGR               | FWG               | Gesamt   |
| ---- | ----------------- | ----------------- | ----------------- | -------- |
| 2024 | per Mehrheitswahl | per Mehrheitswahl | per Mehrheitswahl | 12 Sitze |
| 2019 | per Mehrheitswahl | per Mehrheitswahl | per Mehrheitswahl | 12 Sitze |
| 2014 | –                 | 7                 | 5                 | 12 Sitze |
| 2009 | 4                 | 8                 | –                 | 12 Sitze |
| 2004 | 3                 | 9                 | –                 | 12 Sitze |

- FWG = Freie Wählergruppe in der Verbandsgemeinde Hillesheim e. V.

### Bürgermeister
Hans-Jakob Meyer wurde 2004 Ortsbürgermeister von Oberbettingen. Bei der Direktwahl am 26. Mai 2019 wurde er mit einem Stimmenanteil von 81,22 % und am 9. Juni 2024 als einziger Bewerber mit 74,1 % jeweils für weitere fünf Jahre in seinem Amt bestätigt.
Meyers Vorgänger Matthias Meyer hatte das Amt von 1964 bis 2004 ausgeübt.

### Wappen
| Wappen von Oberbettingen | Blasonierung: „In Silber, bestreut mit blauen Fadenkreuzchen, ein blauer Zickzack-Schrägbalken.“                                                     |
| Wappen von Oberbettingen | Wappenbegründung: Das Wappen der Ortsgemeinde Oberbettingen nimmt das Wappen des Adelsgeschlechts von Bettingen auf, das sich nach dem Ort benannte. |

## Verkehr
Der Haltepunkt Oberbettingen-Hillesheim liegt an der Eifelbahn (Köln–Euskirchen–Gerolstein–Trier), auf der im Schienenpersonennahverkehr
- der Eifel-Express (RE 22) Köln–Euskirchen–Gerolstein mit Durchbindung nach Trier (RB 22) und
- die Eifel-Bahn (RB 24) Köln–Euskirchen–Kall, in der HVZ bis Gerolstein

verkehren.
Durchgeführt wird der Schienenpersonennahverkehr von der DB Regio NRW, die für den Eifel-Express und die Eifel-Bahn Diesel-Triebwagen der Baureihe 620 und 622 in Ein- bis Dreifachtraktion für Geschwindigkeiten bis zu 140 km/h einsetzt.
Für den gesamten öffentlichen Personennahverkehr (ÖPNV) gilt der Tarif des Verkehrsverbunds Region Trier (VRT) und der Tarif des Verkehrsverbundes Rhein-Sieg und tarifraumüberschreitend der NRW-Tarif.